# 月半彎
《月半彎》是一首出自香港著名歌手張學友1985年所錄製的唱片《遙遠的她AMOUR》中的一首冠軍歌曲，歌曲亦被1986年的港產電影《癡心的我》採用作為主題曲。歌曲的監製為歐丁玉。

## 介紹
《月半彎》的原曲為日本知名搖滾樂團安全地帶的歌曲《夢のつづき》（持續的夢），由該樂團的主唱玉置浩二譜曲，松井五郎填詞。1980年代中後期是香港樂壇翻唱日本樂壇作品的高峰年代，該曲在1985年年尾經過卡龍的重新填詞；杜自持編曲后，經過寶麗金公司重新製作后被張學友翻唱成為粵語版本的《月半彎》。
《月半彎》在電臺播出后旋即佔據歌榜的首位，并成為張學友經典大碟《遙遠的她AMOUR》中的冠軍歌曲之一。甚至於直至今日，歌曲仍舊被視為最為經典的粵語流行音樂之一，經常性地被電視臺、電臺以及其他傳媒所引用；以及被後輩歌手翻唱。
《月半彎》的MV邀請到張學友後來的妻子羅美薇出任女主角，而《月半彎》亦作為電影《癡心的我》的插曲而被視為兩人銀幕中定情經典一刻。
國語版的《月半彎》由慎芝填詞，收錄於張學友的第一張國語專輯《情無四歸》。

## 獲得獎項
- 1986年度十大勁歌金曲頒獎典禮
- 勁歌第二季季選金曲──月半彎
- 第九屆十大中文金曲
- 十大中文金曲──月半彎

## 其他版本

### 國語
- 《月半彎（國語版）》，主唱張學友，作詞慎芝，收錄於1986年專輯《情無四歸》
- 《夢的延續》，主唱趙詠華，作詞鄭莉倩、趙詠華，收錄于1990年專輯《最好衹到這裡》